# Río Bazá (Askiz)
El río Bazá o río Pazá (en ruso: База́, en jakasio: Паза) es un río de la república de Jakasia en Rusia, afluente por la izquierda del río Askiz, de la cuenca hidrográfica del río Yeniséi.

## Características de su curso
Tiene una longitud de 51 km y una cuenca de 520 km². Nace en la vertiente sudoeste del monte Soryb (1.305 m), el punto más alto de la sierra Saksary, parte de la cordillera de Abakán, prolongación del Kuznetski Alatáu. Discurre en dirección predominantemente sudeste en la mayor parte de su curso. El 93 % de la superficie de su cuenca está cubierta de bosque. En su curso alto, tras recibir varios arroyos, forma el lago Izirgol, junto al que se halla una pequeña localidad homónima. Recibe varios afluente en su camino al sudeste, como el Chazyjol (izq), el Abagol (der) y el Kopchul (der) antes de entrar, ya en su curso bajo, en Vérjniaya Bazá. Aquí el río pasa de la taiga a la estepa, ensanchando su cauce en varios meandros y canales (aprovechados para el riego agrícola) antes de desembocar, tras recibir por su orilla derecha las aguas de su afluente más importante, el Beiká (28 km) en Nízhniaya Bazá y dejar a su izquierda Ust-Bazá, en el río Askiz justo antes de que este entre en Askiz (seló).

## Régimen hidrológico y aprovechamientos
Su régimen es principalmente pluvial. Su régimen hidrológico ha sido estudiado entre 1969 y 1997 en Vérniaya Bazá, a 16 km de su desembocadura, y se caracteriza por una alta inundación, crecidas con varios máximos anuales y estiaje estival-otoñal en invernal. La inundación primaveral comienza habitualmente a inicios o mediados de abril y continúa unos 100 días. El estiaje de invierno se inicia con la formación de hielo, habitualmente a finales del octubre el comienzo del noviembre. En muchos años el caudal del río en el estiaje es de 0.13 m³/s.
La mineralización general de las aguas del Bazá es insignificante (no más de 500—600 mg/l), compuesta por hidrocarbonatos. El agua del río se usa para la irrigación y la agricultura.